# Arrondissement de Montauban
L'arrondissement de Montauban est une division administrative française, située dans le département de Tarn-et-Garonne et la région Occitanie.

## Composition

### Composition avant 2015
- canton de Caussade
- canton de Caylus
- canton de Grisolles
- canton de Lafrançaise
- canton de Molières
- canton de Monclar-de-Quercy
- canton de Montauban-1 (et ancien canton de Montauban-Est)
- canton de Montauban-2
- canton de Montauban-3 (et ancien canton de Montauban-Ouest)
- canton de Montauban-4
- canton de Montauban-5
- canton de Montauban-6
- canton de Montech
- canton de Montpezat-de-Quercy
- canton de Nègrepelisse
- canton de Saint-Antonin-Noble-Val
- canton de Verdun-sur-Garonne
- canton de Villebrumier

### Découpage communal depuis 2015
Depuis 2015, le nombre de communes des arrondissements varie chaque année soit du fait du redécoupage cantonal de 2014 qui a conduit à l'ajustement de périmètres de certains arrondissements, soit à la suite de la création de communes nouvelles. Le nombre de communes de l'arrondissement de Montauban reste quant à lui inchangé depuis 2015 et égal à 92.
Au 1er janvier 2024, l'arrondissement groupe les 92 communes suivantes :
1. Albias
2. Aucamville
3. Auty
4. Beaupuy
5. Bessens
6. Bioule
7. Bouillac
8. Bourret
9. Bressols
10. Bruniquel
11. Campsas
12. Canals
13. Castanet
14. Caussade
15. Caylus
16. Cayrac
17. Cayriech
18. Cazals
19. Comberouger
20. Corbarieu
21. Dieupentale
22. Escatalens
23. Espinas
24. Fabas
25. Féneyrols
26. Finhan
27. Génébrières
28. Ginals
29. Grisolles
30. L'Honor-de-Cos
31. Labarthe
32. Labastide-de-Penne
33. Labastide-Saint-Pierre
34. Lacapelle-Livron
35. Lacourt-Saint-Pierre
36. Lafrançaise
37. Laguépie
38. Lamothe-Capdeville
39. Lapenche
40. Lavaurette
41. Léojac
42. Loze
43. Mas-Grenier
44. Mirabel
45. Molières
46. Monbéqui
47. Monclar-de-Quercy
48. Montalzat
49. Montastruc
50. Montauban
51. Montbartier
52. Montbeton
53. Montech
54. Monteils
55. Montfermier
56. Montpezat-de-Quercy
57. Montricoux
58. Mouillac
59. Nègrepelisse
60. Nohic
61. Orgueil
62. Parisot
63. Piquecos
64. Pompignan
65. Puycornet
66. Puygaillard-de-Quercy
67. Puylagarde
68. Puylaroque
69. Réalville
70. Reyniès
71. Saint-Antonin-Noble-Val
72. Saint-Cirq
73. Saint-Étienne-de-Tulmont
74. Saint-Georges
75. Saint-Nauphary
76. Saint-Porquier
77. Saint-Projet
78. Saint-Sardos
79. Saint-Vincent-d'Autéjac
80. La Salvetat-Belmontet
81. Savenès
82. Septfonds
83. Vaïssac
84. Varen
85. Varennes
86. Vazerac
87. Verdun-sur-Garonne
88. Verfeil
89. Verlhac-Tescou
90. Villebrumier
91. La Ville-Dieu-du-Temple
92. Villemade

## Démographie
En 2022, l'arrondissement comptait 185 836 habitants.
| 1968    | 1975    | 1982    | 1990    | 1999    | 2006    | 2011    | 2016    | 2021    |
| ------- | ------- | ------- | ------- | ------- | ------- | ------- | ------- | ------- |
| 115 250 | 117 954 | 125 407 | 131 808 | 137 378 | 154 131 | 169 107 | 179 474 | 184 398 |

| 2022    | - | - | - | - | - | - | - | - |
| ------- | - | - | - | - | - | - | - | - |
| 185 836 | - | - | - | - | - | - | - | - |

## Administration
L'arrondissement est administré par le secrétaire général de la préfecture.
| Période | Période  | Identité            | Fonction précédente | Observation |
| ------- | -------- | ------------------- | ------------------- | ----------- |
|         |          |                     |                     |             |
| 2015    | 2017     | Jean-Michel Delvert |                     |             |
| 2017    |          | Florian Valat       |                     |             |
| 2017    | En cours | Emmanuel Moulard    |                     |             |